# The Fray
The Fray és un grup de rock alternatiu de Denver (Colorado, Estats Units).
Format el 2002 pels companys d'escola Isaac Slade i Joe King, la banda va realitzar el seu debut amb l'àlbum How to Save a Life, amb el qual va assolir col·locar-se en el Top 3 dels Billboard Hot 100 i va ser també un dels 5 principals senzills al Canadà, Austràlia, Irlanda, Suècia i el Regne Unit. The Fray també va trobar èxit nacional amb la cançó Over my head (Cable Car), que es va convertir en un dels 10 senzills principals als Estats Units i el Canadà. How to Save a Life va ser certificda com a Triple Platí per la Recording Industry Association of America i també va ser certificada amb platí a Nova Zelanda i Austràlia.
How to save a life va ser utilitzada en la campanya promocional de la sèrie de televisió Grey's Anatomy i en els anuncis de Pascual Funciona. Actualment han acabat de gravar el seu segon material no EP, que durà per títol el seu mateix nom, The Fray, i el primer senzill del qual, You Found Me, és la cançó promocional de la cinquena temporada de la sèrie Lost.

## Discografia
- How to Save a Life (2005)
- The Fray (2009)
- Scars & Stories (2012)
- Helios (2014)